# Наттенхайм
Наттенхайм (нем. Nattenheim) — община в Германии, в земле Рейнланд-Пфальц. 
Входит в состав района Айфель-Битбург-Прюм. Подчиняется управлению Битбург-Ланд.  Население составляет 525 человек (на 31 декабря 2010 года). Занимает площадь 6,93 км².